# کالا پانی، پاکستان
کالا پانی (به انگلیسی: Kala Pani) یک روستا در پاکستان است که در خیبر پختونخوا واقع شده‌است.